# Route du patrimoine (ligne 15)

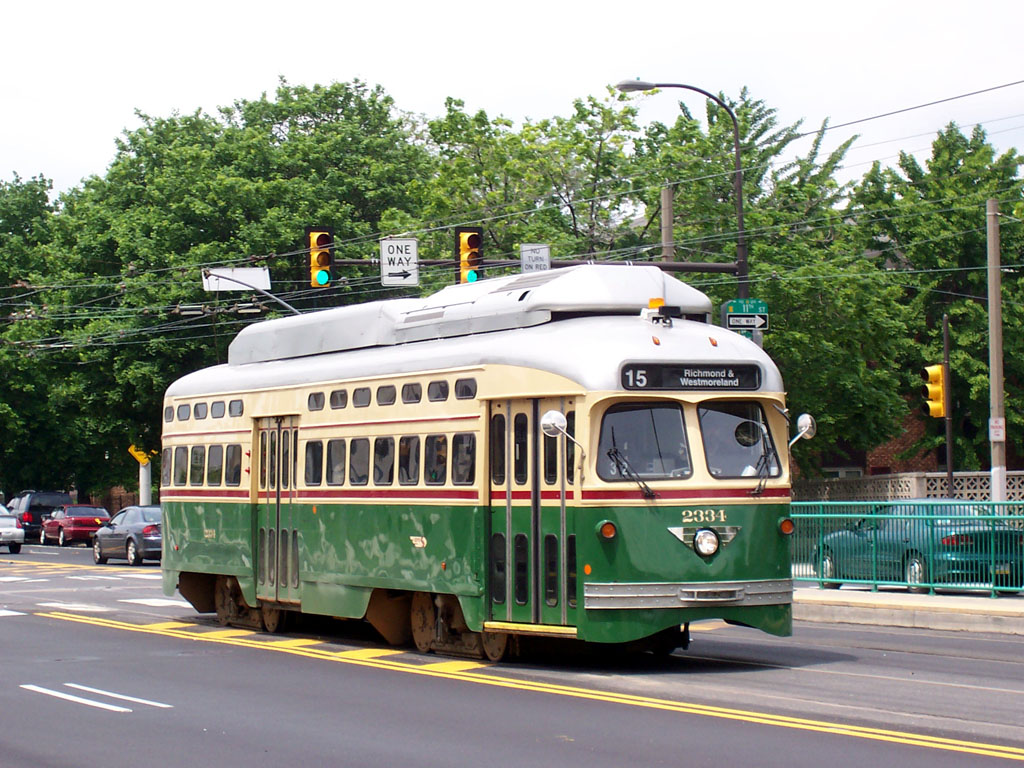
PCC historique de la ligne 15

La ligne 15 est une ligne de tramway du patrimoine, géré par la SEPTA à Philadelphie.
Elle roule de 63rd Street à Girard Avenue en traversant la ville d’est en ouest.
Longue de 13,7 km, c’est la seule ligne de tramway du réseau qui n’emprunte pas la Subway Surface Line et elle est exploitée exclusivement avec des véhicules historiques. 
L’origine de la ligne remonte à 1859 lorsque son premier tronçon fut assuré par des trams à traction par chevaux par la Richmond & Schuylkill River Railway Passengers.  Elle a été électrifiée en 1895 et a continué sous la même configuration jusqu’en 1992, année à laquelle la ligne 15 ainsi que les lignes 23 et 56 ont été interrompues. 
Elle a été réinaugurée le 4 septembre 2005.